# Stelios Giannakopoulos
Stylianos „Stelios” Giannakopoulos (în greacă Στυλιανός "Στέλιος" Γιαννακόπουλος; n. 12 iulie 1974), cunoscut sub numele de Stelios, este un fost fotbalist grec și în prezent pompier profesionist care lucrează pentru serviciul de pompieri Hellenic.
În timpul carierei sale de fotbalist, Giannakopoulos a jucat ca mijlocaș ofensiv și a fost unul dintre cei mai cunoscuți fotbaliști greci pe plan internațional, datorită meciurilor jucate pentru Olympiacos și Bolton Wanderers precum și pentru câștigarea Campionatului European din 2004 alături de naționala Greciei.

## Cariera pe echipe

### Cariera timpurie
Născut la Atena, Stelios este al doilea fiu al lui Alekos Giannakopoulos, jucător de fotbal retras din activitate care a jucat în Divizia A a Greciei în anii '60. A ajuns la Ethnikos Asteras (clubul semi-profesionist din cartierul în care locuia, Kaisariani) la vârsta de șapte ani, jucând în anul următor la Doxa vyron, și în cele din urmă și-a făcut debutul în campionat pentru prima echipă a lui Ethnikos Asteras în toamna anului 1991, într-un sezon care s-a încheiat cu promovarea clubului în cea de-a treia divizie. Anul viitor, în sezonul de deschidere ca profesionist, tânărul atacant a marcat șase goluri și i-a impresionat pe scouterii de la cluburile din diviziile superioare care l-au urmărit în acțiune. În vara anului 1993 s-a transferat la Paniliakos; a rămas acolo timp de trei ani, marcând 26 de goluri în 84 de partide și devenind membru al echipei naționale U21.

### Olympiakos
După ce a atras atenția cluburilor de top, în vara lui 1996, Stelios a semnat pentru Olympiacos FC la vârsta de 21 de ani. Unul dintre cele mai importante momente ale carierei lui Stelios au venit în al doilea sezon la echipă, când a marcat primul gol din istoria lui Olympiacos în Liga Campionilor împotriva lui FC Porto. Lobul uluitor de 40 de metri a fost votat ca cel mai frumos gol al competiției de către fani și a condus, de asemenea, la prima victorie a lui Olympiacos în competiție. Olympiacos a câștigat campionatul Greciei în fiecare sezon, cu Stelios reușind să-și ajute echipa să se califice în sferturile de finală ale Ligii Campionilor în sezonul 1998-1999. Reputația sa ca jucător a fost cimentată în ultimul și cel mai de succes sezon al clubului, când a marcat 15 goluri, inclusiv 2 goluri în meciul care a decis campioana, câștigat cu scorul de 3-0 în fața rivalei de moarte Panathinaikos în mai 2003. Stelios a petrecut în total șapte sezoane la Olympiacos, pentru care a jucat în 189 de partide și a marcat 63 de goluri în toate competițiile. Până în prezent, Giannakopoulos participă cu regularitate la evenimente speciale organizate de fostul său club și este considerat o legendă de către fani, în special pentru determinarea pe care a pus-o în fiecare meci, în special în derbiurile împotriva adversarilor Panathinaikos și AEK Atena, în care a marcat unele dintre cele mai frumoase goluri ale sale.

### Bolton Wanderers
La 28 mai 2003, după zece ani de fotbal profesionist în Grecia, a fost cumpărat de către echipa engleză de Premier League, Bolton Wanderers. Antrenorul de atunci, Sam Allardyce, l-a descris pe Stelios ca fiind „... un mijlocaș ofensiv care știe să înscrie goluri. Atributele sale principale sunt sprinturile făcute în careu și faptul că șutează precis de la distanță.” Aici a căpătat porecla de „Stelios”, alegând ca această poreclă să fie imprimată pe tricou, în locul numelui său foarte lung (și dificil de pronunțat pentru jurnaliștii englezi). El și-a făcut debutul la Bolton împotriva lui Manchester United și a ajutat-o pe Bolton să ajungă în finala Cupei Ligii din 2004 și să obțină cea mai bună poziție în Premier League din istoria echipei. Primele două sezoane ale lui Stelios la echipă au fost unele încununate cu succes, lucru demonstrat de faptul că atât Manchester City, cât și Liverpool au încercat să-l transfere, însă el a hotărât să semneze un nou contract cu Bolton în august 2005.
Forma sa bună a continuat în sezonul 2005-2006, care a fost cel mai de succes al lui Stelios, fiind cel mai bun marcator al lui Bolton cu 12 goluri, un rezultat impresionant pentru un mijlocaș. Unul dintre cele mai importante momente din acel sezon a fost golul câștigător pe care l-a marcat împotriva lui Arsenal într-un meci din etapa a patra a Cupei Angliei jucat la stadionul Reebok la 28 ianuarie 2006. Forma lui a scăzut ușor în sezonul 2006-2007, jucând mai puțin din cauza unei accidentări și nu a reușit să înscrie goluri, deși a fost titular și a jucat în 28 de partide.
La 17 martie 2006 a fost ales să joace într-un meci aniversar la Roma pentru 50 de ani de meciuri europene ale lui Manchester United la competițiile UEFA, într-un meci care a avut loc la Old Trafford. Giannakopoulos a jucat în a doua jumătate alături de jucători precum Steven Gerrard, Robbie Fowler, Andrea Pirlo, Zlatan Ibrahimovic, Henrik Larsson, Gennaro Gattuso și alții împotriva lui Manchester United într-un meci pierdut cu 4-3.
După ce Sam Allardyce a părăsit clubul la începutul sezonului 2007-2008 și Stelios mai avea doar un an la contract, au existat zvonuri că el se va transfera la o altă echipă de Premier League sau că se va întoarce în Grecia. Cu toate acestea, Stelios a rămas la Bolton și, deși nu mai era titular ca în sezoanele anterioare (din cauza unor accidentări și schimbări manageriale), el a reușit să o ajute pe Bolton marcând mai multe goluri pe final de meci. Primul în prelungirile meciului din Cupa Ligii, cu Fulham, de pe Clive Cottage, al doilea în Cupa UEFA, când Stelios a înscris în minutul 3 al prelungirilor într-o remiză de 1-1 împotriva lui Aris Salonic și al treilea într-un meci din Premier League cu Derby, când Stelios a marcat din nou în prelungiri cu Bolton câștigând cele trei puncte atât de necesare salvării de la retrogradare. Ultimul său gol pentru Bolton a fost unul crucial și a venit pe 26 aprilie 2008, când a înscris în remiza 1-1 împotriva lui  Tottenham Hotspur, ajutând-o pe Bolton să evite retrogradarea.
La sfârșitul sezonului, lui Stelios nu i s-a oferit un nou contract alimentând speculațiile că se va întoarce în Grecia natală și își va încheia cariera la Olympiacos. Cu toate acestea, jucătorul a confirmat că preferă să rămână în Premier League și a fost ulterior legat de un transfer la clubul din Premier League Hull City, după ce noul lor antrenor Phil Brown, care a lucrat cu Stelios la Bolton, și l-a dorit la echipă.

### Hull City
La 22 septembrie 2008, Hull a confirmat că a semnat un contract pe un an cu Stelios. Stelios este un alt jucător cu o experiență impresionantă care a ajuns la Hull City în acel an, după ce a petrecut 5 ani în Premier League cu Bolton și a câștigat Euro 2004 cu Grecia. S-a alăturat Tigrilor în 2008, pentru primul sezon al clubului în Premier League, sub comanda lui Phil Brown.
El și-a făcut debutul pentru Hull împotriva lui Portsmouth la exact 2 luni de la data semnării contractului pe 22 noiembrie 2008, intrând în minutul 82. Stelios avea să mai intre într-un meci din postura de rezervă și avea să fie integralist într-un meci de Cupa Angliei, hotărând să plece de la Hull din cauză că nu a jucat mai mult.

### AEL
La 22 ianuarie 2009, la șase ani după primul transfer în Regatul Unit, Stelios s-a întors în Grecia semnând o înțelegere cu AEL valabilă pe un an și jumătate. Impactul lui Stelios a fost unul instantaneu cu presa greacă denumindu-l „cel mai important transfer al perioadei de iarnă” când a marcat 3 goluri cruciale în primele 4 meciuri, care au propulsat-o pe Larissa pe locul 5 în Super Ligă. Larissa a reușit să se mențină pe această poziție până la sfârșitul sezonului, loc care i-a obținut un loc în Cupa UEFA, lucru pe care Stelios l-a recunoscut ca fiind o mare realizare și total neașteptat pentru o echipă mai mică, precum Larissa, pe care a comparat-o cu Bolton din Premier League. Următorul sezon, însă, nu a fost la fel de reușit, Stelios fiind măcinat de accidentări și făcând mai multe declarații controversate pentru presa greacă din care reieșea că nu ar fi loial clubului. El și-a reziliat contractul cu Larissa pe cale amiabilă la 12 decembrie 2009, cu șase luni înainte ca înțelegerea să se fi încheiat oficial.

### Asociația Fotbaliștilor din Grecia
La 25 mai 2010, Stelios a fost votat ca președinte al Asociației Fotbaliștilor Profesioniști din Grecia, preluând poziția de la fostul său coleg de echipă, Antonios Nikopolidis.

## Cariera de antrenor

### Paniliakos
Stelios Giannakopoulos și-a început cariera de antrenor pe 13 august 2012, după ce a preluat conducerea vechii sale echipe Paniliakos din a doua ligă a Greciei. Paniliakos l-a concediat pe Stelios Giannakopoulos la 20 ianuarie 2013.

## Cariera internațională
Stelios și-a făcut debutul internațional la 12 martie 1997 într-un meci amical împotriva Ciprului. Primul său gol internațional a venit aproape doi ani mai târziu, la 5 februarie 1999, într-un meci amical împotriva Belgiei. A intrat într-un con de umbră în anii 2000 și 2001, jucând în doar în 3 meciuri în 2 ani, însă a devenit titular în echipă începând cu anul 2002, jucând în fiecare meci din campania de calificare la EURO 2004. Unul dintre cele mai importante și memorabile goluri la echipa națională a Greciei a fost marcat în timpul acestor calificări; Stelios a înscris singurul gol într-o victorie cu scorul de 1-0 împotriva Spaniei la Zaragoza, într-un meci care a asigurat calificarea automată pentru Grecia. El a fost, de asemenea, unul dintre jucătorii-cheie ai echipei care a câștigat Campionatul European de Fotbal din 2004, jucând în 4 din 6 meciuri, inclusiv în finală. În urma acestui succes, Giannakopoulos va rămâne o parte esențială a echipei naționale, devenind golgheterul Greciei în campania de calificare la Campionatul Mondial din 2006. El a făcut parte, de asemenea, din lotul Greciei care a participat la Euro 2008. Ultimul său meci pentru echipa națională a venit în timpul acestei competiții, în înfrângerea scor 2-1 împotriva Spaniei la 18 iunie 2008. Stelios a marcat în total de 12 goluri pentru echipa națională; o statistică interesantă fiind faptul că Grecia a câștigat toate meciurile în care Stelios a înscris, cu excepția unuia.

## Viața după fotbal
În martie 2015, fostul mijlocaș grec a declarat într-un interviu acordat de BBC sport că se teme că violențele continue care au loc la meciurile din țara sa amenință viitorul sportului din Grecia. Guvernul grec a suspendat campionatul de fotbal de trei ori în acel sezon din cauza violenței la meciuri. „Oameni de fotbal ca mine sunt preocupați de fotbalului în Grecia”, a spus Stelios. El a mai adăugat: „Avem nevoie de sprijin din partea UEFA, de la [sindicatul mondial al jucătorilor] FIFPro și bineînțeles avem nevoie de sprijin din partea guvernului grec, care este complet nou. Toți aceștia [ar trebui] să se așeze împreună la aceeași masă și să ia unele decizii.”
Vineri, 20 noiembrie 2015, au fost publicate mai multe știri conform cărora Stelios Giannakopoulos ar fi adunat un consorțiu multi-național pentru a face o ofertă pentru achiziționarea lui Bolton Wanderers FC. Fostul mijlocaș, care a câștigat campionatul european, și-a prezentat interesul pentru achiziționarea clubului proprietarului Eddie Davies, fiind susținut cu bani din Europa și America de Nord. Nu se știe dacă Davies este deschis investițiilor străine, deși surse apropiate clubului sugerează că a favorizat ofertele din Anglia, de la compania Sports Shield, al cărui efort este coordonat de o altă fostă legendă a lui Bolton, Dean Holdsworth. „Singurul lucru pe care pot să-l spun este că port clubul în inima mea”, a declarat el pentru The Bolton News. „Mi-au plăcut cele cinci sezoane fantastice pe care le-am avut cu Bolton Wanderers. Am avut amintiri minunate și nu numai eu, ci toți jucătorii din echipă la vremea respectivă. Nu pot să fac niciun comentariu cu privire la planurile mele de afaceri chiar acum.”

## Statistici privind cariera

### Club
| Club             | Ligă                  | Sezon         | Campionat | Campionat | Cupă    | Cupă   | Cupa Ligii | Cupa Ligii | Europa  | Europa | Altele* | Altele* | Total   | Total  |
| Club             | Ligă                  | Sezon         | Meciuri   | Goluri    | Meciuri | Goluri | Meciuri    | Goluri     | Meciuri | Goluri | Meciuri | Goluri  | Meciuri | Goluri |
| ---------------- | --------------------- | ------------- | --------- | --------- | ------- | ------ | ---------- | ---------- | ------- | ------ | ------- | ------- | ------- | ------ |
| Ethnikos Asteras | A doua ligă a Greciei | 1992–1993     | 32        | 6         |         |        |            |            |         |        |         |         | 32      | 6      |
| Ethnikos Asteras | A doua ligă a Greciei | Total         | 32        | 6         |         |        |            |            |         |        |         |         | 32      | 6      |
| Paniliakos FC    | Prima Ligă a Greciei  | 1993–1994     | 26        | 9         |         |        |            |            |         |        |         |         | 26      | 9      |
| Paniliakos FC    | Prima Ligă a Greciei  | 1994–1995     | 31        | 10        |         |        |            |            |         |        |         |         | 31      | 10     |
| Paniliakos FC    | Superliga Greciei     | 1995–1996     | 27        | 7         |         |        |            |            |         |        |         |         | 27      | 7      |
| Paniliakos FC    | Superliga Greciei     | Total         | 84        | 26        |         |        |            |            |         |        |         |         | 84      | 26     |
| Olympiacos FC    | Superliga Greciei     | 1996–1997     | 31        | 7         |         |        |            |            |         |        |         |         | 31      | 7      |
| Olympiacos FC    | Superliga Greciei     | 1997–1998     | 31        | 3         |         |        |            |            | 7       | 1      |         |         | 38      | 4      |
| Olympiacos FC    | Superliga Greciei     | 1998–1999     | 23        | 7         |         |        |            |            | 10      | 3      |         |         | 33      | 10     |
| Olympiacos FC    | Superliga Greciei     | 1999-00       | 29        | 10        |         |        |            |            | 6       | 2      |         |         | 35      | 12     |
| Olympiacos FC    | Superliga Greciei     | 2000–2001     | 26        | 11        |         |        |            |            | 6       | 0      |         |         | 32      | 11     |
| Olympiacos FC    | Superliga Greciei     | 2001–2002     | 21        | 11        |         |        |            |            | 5       | 2      |         |         | 26      | 12     |
| Olympiacos FC    | Superliga Greciei     | 2002–2003     | 29        | 15        |         |        |            |            | 6       | 1      |         |         | 35      | 16     |
| Olympiacos FC    | Superliga Greciei     | Total         | 190       | 64        |         |        |            |            | 40      | 9      |         |         | 230     | 72     |
| Bolton Wanderers | Premier League        | 2003–2004     | 31        | 2         | 2       | 0      | 6          | 2          |         |        |         |         | 39      | 4      |
| Bolton Wanderers | Premier League        | 2004–2005     | 34        | 7         | 2       | 1      | 2          | 0          |         |        |         |         | 38      | 8      |
| Bolton Wanderers | Premier League        | 2005–2006     | 34        | 9         | 4       | 2      | 2          | 0          | 6       | 1      |         |         | 46      | 12     |
| Bolton Wanderers | Premier League        | 2006–2007     | 23        | 0         | 3       | 0      | 2          | 0          |         |        |         |         | 28      | 0      |
| Bolton Wanderers | Premier League        | 2007–2008     | 15        | 2         | 1       | 0      | 2          | 1          | 8       | 1      |         |         | 26      | 4      |
| Bolton Wanderers | Premier League        | Total         | 137       | 20        | 12      | 3      | 14         | 3          | 14      | 2      |         |         | 177     | 28     |
| Hull City        | Premier League        | 2008–2009     | 2         | 0         | 1       | 0      |            |            |         |        |         |         | 3       | 0      |
| AEL              | Superliga Greciei     | 2008–2009     | 9         | 3         |         |        |            |            |         |        | 6       | 0       | 15      | 3      |
| AEL              | Superliga Greciei     | 2009–2010     | 10        | 0         |         |        |            |            |         |        |         |         | 10      | 0      |
| AEL              | Superliga Greciei     | Total         | 19        | 3         |         |        |            |            |         |        | 6       | 0       | 25      | 3      |
| Total carieră    | Total carieră         | Total carieră | 464       | 119       | 13      | 3      | 14         | 3          | 54      | 11     | 6       | 0       | 551     | 136    |

* Include runde europene de calificare și play-offuri de campionat
Statistici corecte începând cu data de 12 decembrie 2009

### Meciuri internaționale
| #  | Data              | Stadion                                         | Adversar  | Scor | Rezultat   | Competiție                                 |
| -- | ----------------- | ----------------------------------------------- | --------- | ---- | ---------- | ------------------------------------------ |
| 1  | 5 februarie 1999  | Stadionul GSZ, Larnaca, Cipru                   | Belgia    | 1-0  | Victorie   | Amical                                     |
| 2  | 10 martie 1999    | Stadionul Olimpic, Atena, Grecia                | Croația   | 3-2  | Victorie   | Amical                                     |
| 3  | 10 martie 1999    | Stadionul Olimpic, Atena, Grecia                | Croația   | 3-2  | Victorie   | Amical                                     |
| 4  | 12 mai 2002       | Stadionul Fotis Kosmas, Alexandroupolis, Grecia | România   | 3-2  | Victorie   | Amical neoficial                           |
| 5  | 21 august 2002    | Stadionul Farul, Constanța, România             | România   | 0-1  | Victorie   | Amical                                     |
| 6  | 7 iunie 2003      | La Romareda, Zaragoza, Spania                   | Spania    | 0-1  | Victorie   | Calificări la UEFA Euro 2004               |
| 7  | 20 august 2003    | Idrottsparken, Norrköping, Suedia               | Suedia    | 1-2  | Victorie   | Amical                                     |
| 8  | 4 septembrie 2004 | Stadionul Qemal Stafa, Tirana, Albania          | Albania   | 2-1  | Înfrângere | Calificări la Campionatul Mondial din 2006 |
| 9  | 26 martie 2005    | Stadionul Lokomotivi, Tbilisi, Georgia          | Georgia   | 1-3  | Victorie   | Calificări la Campionatul Mondial din 2006 |
| 10 | 7 septembrie 2005 | Stadionul Tsentralny, Almaty, Kazahstan         | Kazahstan | 1-2  | Victorie   | Calificări la Campionatul Mondial din 2006 |
| 11 | 16 noiembrie 2005 | Stadionul Karaiskaki, Atena, Grecia             | Ungaria   | 2-1  | Victorie   | Amical                                     |
| 12 | 1 martie 2006     | Stadionul GSP, Nicosia, Cipru                   | Kazahstan | 2-0  | Victorie   | Amical                                     |

## Titluri

### Club
Paniliakos
- Beta Ethniki: 1995

Olympiacos
- Super League Grecia: 1997, 1998, 1999, 2000, 2001, 2002, 2003
- Cupa Greciei: 1999

### Internațional
Grecia
- UEFA Euro 2004: Campion

### Individual
- Fotbalistul grec al anului: 2003
- Cel mai bun jucător din a doua ligă greacă: 1995